# (1754) Cunningham
(1754) Cunningham es un asteroide perteneciente al cinturón exterior de asteroides descubierto por Eugène Joseph Delporte el 29 de marzo de 1935 desde el Real Observatorio de Bélgica, Uccle.

## Designación y nombre
Cunningham recibió inicialmente la designación de 1935 FE.
Más tarde se nombró en honor del astrónomo estadounidense Leland E. Cunningham (1904-1989).

## Características orbitales
Cunningham está situado a una distancia media de 3,938 ua del Sol, pudiendo alejarse hasta 4,602 ua. Tiene una excentricidad de 0,1687 y una inclinación orbital de 12,15°. Emplea 2854 días en completar una órbita alrededor del Sol. Forma parte del grupo asteroidal de Hilda.